# Magnus Florin

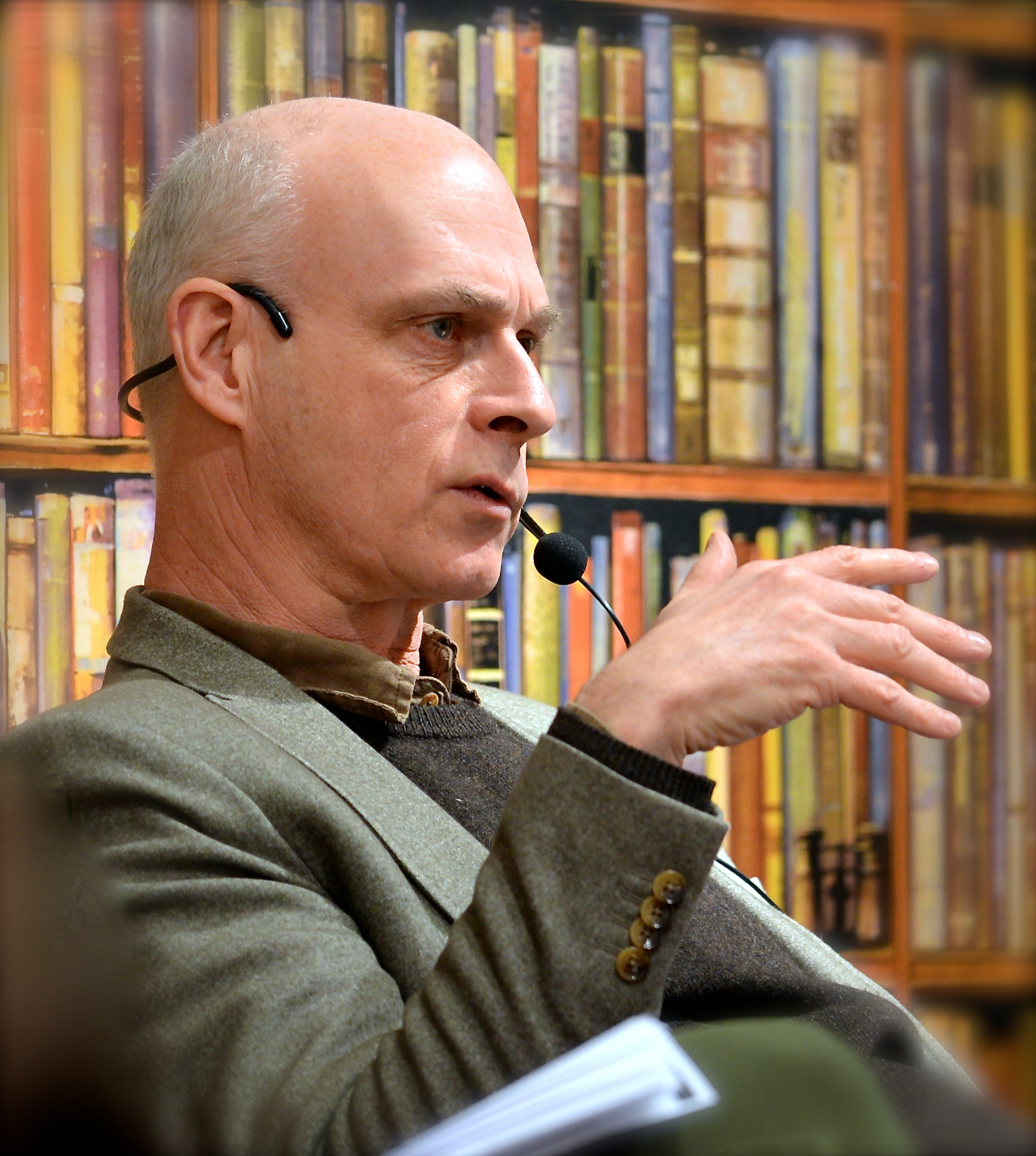
Magnus Florin, 2014

Magnus Sten Gustaf Florin (* 3. August 1955 in Uppsala) ist ein schwedischer Schriftsteller, Regisseur und Dramaturg.

## Leben
Florin debütierte als Schriftsteller im Jahre 1978 mit "Blå blusen - Arbetertheater in den 30er Jahren" (zusammen mit Henrik Bramsjö). Von 1980 bis 1990 war er Dramaturg am Königlichen Dramatischen Theater in Stockholm, zwischen 2000 und 2006 war er Leiter des Radiotheaters bei Sveriges Radio und danach dessen Dramaturg. 2009 kehrte er ans Königliche Dramatische Theater Stockholm zurück und wurde dort Chefdramaturg.
Sein belletristisches Debüt erschien 1989 mit der Kurzprosasammlung "Berättelsens gång", gefolgt von "Tror du på denna historia?" (1992). Der drei Jahre später folgende erste Roman Florins "Trädgården" (Der Garten) wurde im Erscheinungsjahr für den August-Preis, Schwedens höchsten Literaturpreis, nominiert und am Drottningholmstheater mit der Musik von Jonas Forssell und dem Libretto von Leif Janzon als Oper inszeniert. Eine weitere Nominierung für den August-Preis sowie den Romanpreis des Schwedischen Radios brachte der zweite Roman "Syskonen" (1998, Die Geschwister), und auch "Ränderna" (Die Ränder), Florins fünfter Roman aus dem Jahre 2010, wurde sowohl für den August-Preis wie auch für den Romanpreis von Sveriges Radio nominiert. 2006 erhielt er für sein Gesamtwerk den Aniara-Preis der Schwedischen Bibliothekarenvereinigung. Von Literaturkritikern wurde er für die Mitgliedschaft in der Schwedischen Akademie der Wissenschaften vorgeschlagen.
2009 schrieb er das Libretto zu Daniel Börtz' Oper "Goya", 2011 feierte Florins eigene Oper "Hemligheter" (über Emanuel Swedenborg) mit dem Originallibretto von Florin und der Musik von Jonas Forssell an der Oper von Göteborg Premiere.
2013 erschien die deutsche Übersetzung des ersten Romanes Trädgården unter dem Titel Der Garten, 2014 die deutsche Übersetzung von Cirkulation unter dem Titel Zirkulation.

## Schriften
- Blå blusen - arbetarteater och offentlighet, 1978 (Abhandlung, Universität Uppsala)
- Blå blusen - arbetarteater på 30-talet, 1978
- Berättelsens gång, Kurzprosa, 1989
- Tror du på denna historia? Kurzprosa, 1992
- Trädgården (Der Garten), 1995, (Ein Roman mit Carl von Linné in der Hauptrolle, übersetzt ins Russische unter dem Titel Сад sowie ins Polnische unter dem Titel Ogród)
  - Der Garten. Deutsch von Benedikt Grabinski. Edition Rugerup, Hörby 2013, ISBN 978-3-942955-35-5.
- Den inre teatern: filosofiska dialoger 1986-1996, Magnus Florin & Bo Göranzon (red.), 1996.
- Syskonen (Die Geschwister), Roman, 1998.
- Köra och vända: Strindbergs efterlämnade papper, hrsg. von Magnus Florin och Ulf Olsson, 1999.
- Cirkulation (Zirkulation), Roman, 2001.
  - Zirkulation. Deutsch von Benedikt Grabinski. Edition Rugerup, Hörby 2014, ISBN 978-3-942955-45-4.
- Leendet (Das Lächeln), Roman, 2005.
- Ränderna (Die Ränder), Roman, 2010.

## Auszeichnungen
- Romanpreis des Schwedischen Radios 1999 für „Syskonen“
- Doblougpreis 2001
- Aniara-Preis 2006
- De Nios Winterpreis 2011